# Diego Placente
Diego Rodolfo Placente (* 24. April 1977 in Buenos Aires) ist ein ehemaliger argentinischer Fußballspieler und Fußballtrainer mit italienischem Pass. Seit 2017 ist er beim argentinischen Fußballverband als Jugendtrainer angestellt. Aktuell betreut er dort die U17, die bei der Weltmeisterschaft in Indonesien das Halbfinale erreichte. 

## Karriere

### Verein
Diego Placente begann seine Karriere in seiner Heimatstadt Buenos Aires bei den Argentinos Juniors, von 1997 bis 2001 spielte er für River Plate, mit denen er drei argentinische Meistertitel feierte. 2001 wechselte der Abwehrspieler nach Deutschland in die Bundesliga und spielte bis 2005 für Bayer 04 Leverkusen. Mit der Werkself wurde Placente 2002 Vizemeister und erreichte das Finale der UEFA Champions League. Dieses verlor man jedoch mit 1:2 gegen Real Madrid ebenso wie das Finale des DFB-Pokals mit 2:4 gegen den FC Schalke 04. Placentes ehemaliger Trainer Klaus Toppmöller in Leverkusen beschrieb ihn als einen sehr guten Taktiker, den er „am liebsten aus dem Taktiktraining heimgeschickt hätte“, weil er schon alles konnte. Zu Beginn der Saison 2005/06 verließ Diego Placente Leverkusen und wechselte zum spanischen Erstliga-Aufsteiger Celta Vigo, wo sein Vertrag im September 2007 aufgelöst wurde. Vom 1. Januar 2008 an spielte er ein halbes Jahr bei CA San Lorenzo de Almagro in der ersten argentinischen Liga, ehe er im Sommer 2008 zu Girondins Bordeaux wechselte. 2010 schloss er sich jedoch erneut San Lorenzo de Almagro an. Dort absolvierte er in der Saison 2010/11 16 Spiele. 
Zur Saison 2011/12 wechselte er dann auf die gegenüberliegende Seite des Río de la Plata in die uruguayische Hauptstadt zu Nacional Montevideo. In jener Spielzeit wurde er in 15 Partien (kein Tor) der Primera División, vier Spielen der Copa Libertadores 2012 und zwei Begegnungen der Copa Sudamericana 2011 eingesetzt und gewann mit den Montevideanern die Uruguayische Meisterschaft.
Im August 2012 wechselte Placente zu seinem Stammverein den Argentinos Juniors zurück.
Im November 2013 wurde Placente in Deutschland wegen eines Steuerstrafverfahrens aus Leverkusener Zeiten verhaftet.

### Nationalmannschaft
Sein Debüt für die Nationalmannschaft Argentiniens feierte Placente im Jahr 2000 gegen Mexiko. Mit den Albiceleste nahm er an der Fußball-Weltmeisterschaft 2002, der Copa América 2004 und am Konföderationen-Pokal 2005 teil. Er wurde allerdings nicht in den argentinischen Kader für die Fußball-Weltmeisterschaft 2006 aufgenommen.

### Erfolge
- Champions-League-Finalist: 2001/02
- Uruguayischer Meister: 2011/12

## Trainerkarriere
Seit Ende seiner aktiven Laufbahn ist Placente als Fußballtrainer aktiv. Seit 2024 betreut er die argentinische U-20-Nationalmannschaft.